# Cryptanthus schwackeanus
Cryptanthus schwackeanus är en gräsväxtart som beskrevs av Carl Christian Mez. Cryptanthus schwackeanus ingår i släktet Cryptanthus, och familjen Bromeliaceae. Inga underarter finns listade i Catalogue of Life.